# Gerrod
Gerrod  ist eine Wüstung in der Gemarkung Jossa der Gemeinde Sinntal im Main-Kinzig-Kreis in Hessen.

## Geschichte
Das Dorf Gerrod war Teil des Gerichts Altengronau. Das Gericht gehörte im Heiligen Römischen Reich zunächst zur Herrschaft Hanau, später zur Grafschaft Hanau und folgend zur Grafschaft Hanau-Münzenberg. 1331 gehören dem Kloster Schlüchtern in Gerrod elf Höfe und eine Mühle. Deren Abgaben betrugen jährlich zwei Pfund Heller und zusätzlich 4 1⁄2 Schilling Heller am Martinstag und zu Epiphanias. Darüber hinaus mussten die Höfe und die Mühle dem Kloster Naturalien abliefern, nämlich 21 Käse zwei Schock und 38 Eier (zusammen: 158 Eier). Am Stephanstag war darüber hinaus eine Hühnerabgabe von jedem Besitztitel fällig, insgesamt also zwölf Hühner. Auf jedem Gut lag eine Fron von drei Ackertagen: zwei Schnitttage und ein Heutag. Die Abgaben blieben bis ins späte 15. Jahrhundert erhalten. Ende des 15. Jahrhunderts fiel Gerrod wüst.
Nach dem Tod des letzten Hanauer Grafen, Johann Reinhard III., erbten die Landgrafen von Hessen-Kassel die gesamte Grafschaft Hanau-Münzenberg, einschließlich dessen Anteilen im Gericht Altengronau. Das Gebiet des ehemaligen Gerrod gehörte so später zum Kurfürstentum Hessen, nach dessen Verwaltungsreform von 1821 zum Landkreis Schlüchtern und nach der Hessischen Gebietsreform in den 1970er Jahren zum Main-Kinzig-Kreis.

## Historische Namensformen
In erhaltenen Urkunden wurde Gerrod unter den folgenden Namen erwähnt (in Klammern das Jahr der Erwähnung):
- Gerrode (1331)
- Gerroth

## Wissenswert
- Gerrod liegt 233 m über NN.
- Im Ortsbereich von Jossa gibt es noch die Flurbezeichnung Gerrod und den Straßennamen Im Gerroth.